# José de Palafox y Melzi
José de Palafox y Melzi (właściwie José Rebolledo de Palafox y Melci), bardziej znany jako „generał” Palafox, ur. 28 października 1775 w Saragossie, zm. 15 lutego 1847 w Madrycie członek starej aragońskiej rodziny, obrońca rodzinnego miasta w roku 1808 i 1809, atakowanego przez siły francusko-polskie. Oficer regularnej armii hiszpańskiej, który w roku 1808 odmówił współpracy z rządem Józefa Bonaparte i rozpoczął walkę z najeźdźcą.
W roku 1808, będąc w stopniu podporucznika Gwardii Królewskiej towarzyszył Ferdynandowi VII w drodze do Bayonne. Po nieudanej próbie przekonania króla do konieczności ucieczki zbiegł do Aragonii, gdzie ogłosił się jej obrońcą. Lokalna junta obdarzyła go tytułem Capitán-General. Po uderzeniu korpusu Lefebvre’a wycofał się do Saragossy, której bronił z powodzeniem przez 61 dni latem 1808 roku.
Po drugim oblężeniu, zakończonym zdobyciem miasta przez Francuzów w roku 1809, Palafox został wzięty do niewoli, w której przebywał do roku 1813. Po wojnie król zatwierdził jego tytuł kapitana-generała Aragonii i mianował dowódcą gwardii, ale gdy w latach późniejszych (1820) Palafox stanął w obronie konstytucji, Ferdynand VII pozbawił go wszelkich tytułów i przywilejów.
Zasłynął ze swej bezkompromisowej i twardej postawy wobec przeważających sił napastników. Jego odpowiedź na propozycję poddania Saragossy – walka na noże – przeszła do historii.